# Манкієв Бекхан Юнузович
Бекхан Юнузович Манкієв (рос. Бекхан Юнузович Манкиев; нар. 15 вересня 1986, село Сурхахі, Чечено-Інгуська АРСР, СРСР) — російський борець греко-римського стилю, бронзовий призер чемпіонату світу, дворазовий бронзовий призер чемпіонатів Європи, переможець Кубку світу. Майстер спорту Росії міжнародного класу з греко-римської боротьби. Брат чемпіона літніх Олімпійських ігор 2008 року Назира Манкієва, що виступає в тій же ваговій категорії.

## Біографія
Боротьбою почав займатися з 2000 року. Виступає за Школу вищої спортивної майстерності з Красноярська. Перший тренер — Руслан Чахкієв. Особистий тренер — Михайло Гамзін.

## Виступи на чемпіонатах Європи
| Змагання                         | Збірна | Вагова категорія | Місце  |
| -------------------------------- | ------ | ---------------- | ------ |
| Чемпіонат Європи з боротьби 2009 | Росія  | 55 кг            | Бронза |
| Чемпіонат Європи з боротьби 2013 | Росія  | 55 кг            | Бронза |

## Виступи на чемпіонатах світу
| Змагання                        | Збірна | Вагова категорія | Місце  |
| ------------------------------- | ------ | ---------------- | ------ |
| Чемпіонат світу з боротьби 2009 | Росія  | 55 кг            | 12     |
| Чемпіонат світу з боротьби 2011 | Росія  | 55 кг            | Бронза |

## Виступи на кубках світу
| Змагання                    | Збірна | Вагова категорія | Місце  |
| --------------------------- | ------ | ---------------- | ------ |
| Кубок світу з боротьби 2009 | Росія  | 55 кг            | Золото |
| Кубок світу з боротьби 2013 | Росія  | 55 кг            | 5      |

## Виступи на інших змаганнях
| Змагання                             | Збірна | Вагова категорія | Місце  |
| ------------------------------------ | ------ | ---------------- | ------ |
| Турнір Івана Піддубного 2008         | Росія  | 55 кг            | Бронза |
| Турнір Івана Піддубного 2009         | Росія  | 55 кг            | Золото |
| Гран-прі Німеччини з боротьби 2009   | Росія  | 55 кг            | Золото |
| Гран-прі Словенії з боротьби 2011    | Росія  | 55 кг            | Бронза |
| Кубок Владислава Питласинські 2011   | Росія  | 55 кг            | 5      |
| Золотий Гран-прі з боротьби 2012     | Росія  | 55 кг            | 7      |
| Вогні Москви 2012                    | Росія  | 55 кг            | Золото |
| Турнір Івана Піддубного 2013         | Росія  | 55 кг            | Срібло |
| Кубок Владислава Пітласинські 2013   | Росія  | 60 кг            | 19     |
| Всесвітні ігри бойових мистецтв 2013 | Росія  | 55 кг            | Золото |
| Турнір Івана Піддубного 2016         | Росія  | 59 кг            | 8      |
| Турнір Івана Піддубного 2017         | Росія  | 59 кг            | 25     |